# XIII Festival Mundial de la Juventud y los Estudiantes
El XIII Festival Mundial de la Juventud y los Estudiantes, se celebró del 1 al 8 de julio de 1989 en Pionyang, Corea del Norte. La ciudad organizadora fue elegida por la Federación Mundial de la Juventud Democrática y el evento reunió a 22.000 participantes de 177 países.
Para este evento, las autoridades norcoreanas iniciaron la construcción de varios edificios monumentales, entre ellos el Estadio Rungrado Primero de Mayo. El estadio recibió su inauguración oficial el 1 de mayo de 1989.
El Festival Mundial de la Juventud y los Estudiantes, se inauguró el 1 de julio con una marcha en el estadio Rungrado Primero de Mayo. Durante los siguientes ocho días se realizaron eventos sociales, culturales, políticos y deportivos diversos. El lema del festival fue: 
"Por la solidaridad, la paz y la amistad antiimperialistas".
Las leyes de Corea del Sur impedían la participación de los surcoreanos ya que prohibían a sus residentes viajar a Corea del Norte, pero la estudiante Lim Su-kyung, perteneciente a la organización Jeondaehyop, participó sin permiso después de viajar en avión a través de Japón y Berlín Este, y aterrizar en el Aeropuerto Internacional de Sunan el 30 de junio de 1989, sin  el conocimiento de las autoridades de Corea del Sur o del Norte. Fue apodada: "La flor de la unificación", y se hizo muy famosa durante el festival. Regresó a Corea del Sur a través de Panmunjom. En Corea del Sur, fue arrestada y luego sentenciada a 5 años de prisión por violar la prohibición del gobierno surcoreano de viajar a Corea del Norte.